# Alexandre Perseu
Alexandre Perseu (en grec antic Αλέξανδρος) era fill del rei Perseu de Macedònia.
Era un nen quan els romans van conquerir el regne patern a la batalla de Pidna l'any 168 aC. L'any 167 aC va ser exhibit en el triomf del cònsol Luci Emili Paulus Macedònic i se'l va mantenir en captivitat aAlba Fucens, prop de Roma, juntament amb el seu pare. Es va convertir en un hàbil orfebre, va aprendre llatí i més tard va ser notari públic, segons Titus Livi i Plutarc.